# روبرت نيلسون بولارد
روبرت نيلسون بولارد (بالإنجليزية: Robert Nelson Pollard) (و. 1880 – 1954 م) هو محام، وقاض من الولايات المتحدة الأمريكية .